# Дивов, Адриан Иванович
Адриан (Андриан, Андрей) Иванович Дивов (1749—1814) — тайный советник, сенатор, герой Чесменского сражения.

## Биография
Старший сын генерал-рекетмейстера, генерал-майора, а позднее московского генерал-полицмейстера президента юстиц-коллегии и сенатора Ивана Ивановича Дивова (1706—1773) от брака его с Натальей Богдановной Невежиной родился в 1749 года. В службу был записан в 1756 году — рейтором конной гвардии. 
В 1767 году, начав действительную службу, был произведён в поручики. 
В 1770 году послан во флот, находившийся в Средиземном море под начальством графа А. Г. Орлова (Первая Архипелагская экспедиция), и отличился в Архипелаге мужеством и распорядительностью во многих морских и сухопутных сражениях, в том числе и в Чесменском бою. Здесь он нередко командовал при десантах особыми отрядами войск и отправлял должность дежур-майора. В 1773 году Дивов получил чин ротмистра и 27 июля орден Св. Георгия 4-го класса (№ 175 по кавалерскому списку Судравского и № 208 по списку Григоровича — Степанова)
За атаку под Чесьмою форштадта и прогнание неприятеля.
В следующем году был взят ко двору в камер-юнкеры, в 1782 году — пожалован в действительные камергеры.
В 1792 году он был послан в Стокгольм в качестве особого представителя российского двора на коронацию Густава IV Адольфа.
В 1798 году Дивов был произведён в тайные советники и сенаторы и, вскоре потом, испросил увольнение от службы. В том же 1798 году Дивовы уехали за границу и проживал в Вене и Берлине, с 1801 года поселились в Париже. В Париже ходили странные слухи о Дивовых: говорили, что ими взят на откуп у полиции игорный дом, приносивший им до 500 франков дохода в день, и что они занимались пересылкой контрабанды в Россию.
Перед началом Отечественной войны Дивовы возвратились в Россию и поселились в своём доме в Москве. Они перенесли с собой в Россию все модные парижские привычки и, между прочим, принимали утренних посетителей, лёжа на двуспальной кровати, оба, муж и жена, в высоких ночных чепцах с розовыми бантами. Перед сдачей Москвы французам Дивовы бежали в Нижний Новгород и вернулись обратно лишь в начале 1813 года.
Скончался Дивов в Москве 8 (20) мая 1814. Был похоронен в своём подмосковном имении Соколово (Соколово-Мещерское).

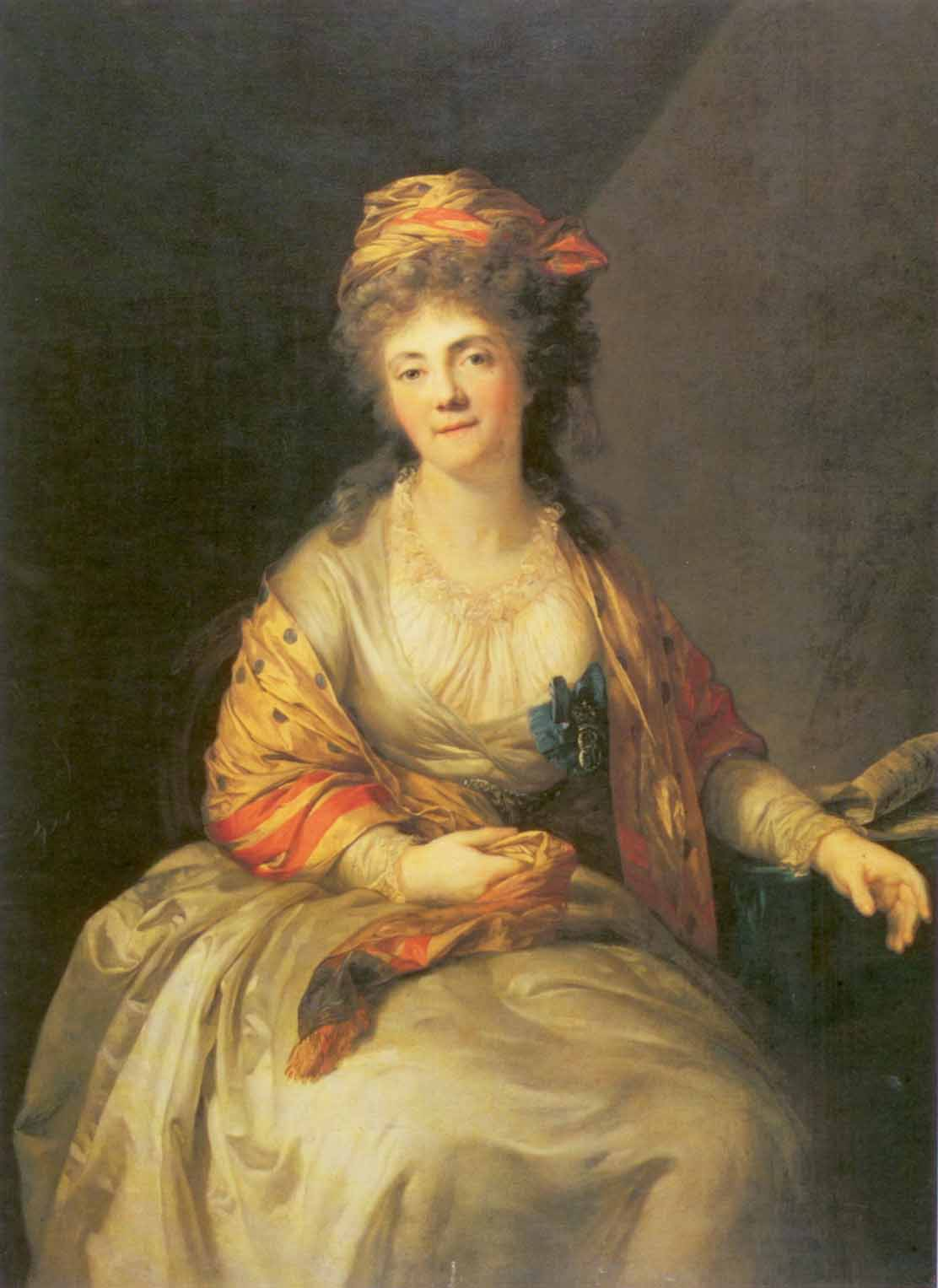
Жена, Елизавета Дивова
Художник А. Граф,1794

Его братья: полковник, командир Ревельского пехотного полка Александр Иванович Дивов и генерал-лейтенант, генерал-провиантмейстер Николай Иванович Дивов (1752—1812).

## Семья
С 12 ноября 1783 года был женат на графине Елизавете Петровне Бутурлиной (1762—1813), у них было три сына:
- Пётр (1785—1856), действительный статский советник.
- Александр (1788 — 18..), титулярный советник в российской миссии в Северо-Американских Соединенных Штатах.
- Николай (1792—1879), генерал-майор, участник Бородинского сражения.